# Joseph Pletincx
Joseph Pletincx, ook geschreven als Pletinkx of Pletinckx, (Sint-Gillis, 13 juni 1888 - aldaar, 4 januari 1971) was een Belgisch waterpolospeler en zwemmer. Hij nam vier keer deel aan de Olympische Spelen en behaalde telkens een medaille.

## Loopbaan
Pletincx begon in 1902 met zwemmen en een paar jaar later ook met waterpolo. Vanaf 1907 was hij lid van de nationale waterpoloploeg.
Joseph Pletincx nam als waterpoloër viermaal deel aan de Olympische Spelen: in 1908, 1912, 1920 en 1924. In 1908 won hij een zilveren medaille, in 1912 brons, in 1920 en 1924 nam hij opnieuw deel en won tweemaal een zilveren medaille.  In totaal speelde hij 35 keer voor de nationale ploeg en won daarvan 30 wedstrijden. Hij werd met zijn club ook 13 keer kampioen van België waterpolo.
In het zwemmen behaalde Pletincx verschillende Belgische titels. Hij werd in tussen 1906 en 1908 driemaal Belgisch kampioen op de sprint. In 1908 werd hij ook Belgisch kampioen op de 500 m. In 1909 werd hij Belgisch kampioen op de 200 en 500 m, op de mijl en op de lange afstand. Ook in 1910 won hij alle wedstrijden waaraan hij deelnam. In 1911 en 1912 won hij telkens nog twee Belgische titels vooraleer hij vanaf 1913 alleen nog aan waterpolo deed.
Na zijn actieve carrière werd Pletincx in 1926 voorzitter het selectiecomité van de Belgische Zwem- en Reddersbond. In 1949 werd hij erelid van de KBZB. Hij was in 1988 ook de eerste Belgische zwemmer die opgenomen werd in de International Swimming Hall of Fame.

## Internationaal palmares
Waterpolo
- 1908:  OS in Londen
- 1912:  OS in Stockholm
- 1920:  OS in Antwerpen
- 1924:  OS in Parijs

## Belgische kampioenschappen
Langebaan
| Onderdeel        | Jaar       |
| ---------------- | ---------- |
| 200 m vrije slag | 1909, 1911 |
| 400 m vrije slag | 1913       |

Victor Boin · 
Herman Donners · 
Fernand Feyaerts · 
Oscar Grégoire · 
Herman Meyboom · 
Albert Michant · 
Joseph Pletincx
Victor Boin · 
Félicien Courbet · 
Herman Donners · 
Albert Durant · 
Oscar Grégoire · 
Jean Hoffman · 
Herman Meyboom · 
Pierre Nijs · 
Joseph Pletincx
Gérard Blitz · 
René Bauwens · 
Maurice Blitz · 
Pierre Dewin · 
Albert Durant ·
Paul Gailly · 
Pierre Nijs · 
Joseph Pletincx
Gérard Blitz · 
Maurice Blitz · 
Pierre Dewin · 
Albert Durant · 
Paul Gailly · 
Joseph Pletincx · 
Joseph De Combe · 
Joseph Cludts · 
Georges Fleurix · 
Jules Thiry · 
Jean-Pierre Vermetten
- Bibliothèque nationale de France: cb169438814 (data)
- International Standard Name Identifier: 0000 0004 5100 4079
- Virtual International Authority File: 316738314